# Crocanthes venustula
Crocanthes venustula is een vlinder uit de familie van de Lecithoceridae. De wetenschappelijke naam van de soort is voor het eerst geldig gepubliceerd in 1933 door Turner.